# Алма Нисен
Алма Нисен (на датски: Alma Nissen) e активистка на общественото движение за алтернативна медицина на основата на холистичния подход към човешкото здраве, здравословното хранене и здравословния начин на живот.

## Биография
Алма Нисен се ражда и израства в Дания, но голяма част от живота ѝ преминава в Швеция, където помага на много хора от различни страни в своя частен санаториум „Брандал“ (на шведски: Brandals Hälsohem) край градчето Зодертале на 34 километра от Стокхолм, на брега на Балтийско море.
Още в детска възраст прекарва тежък ревматизъм. Твърди се, че състоянието ѝ се подобрило в резултат на употребата на картофена отвара, която приготвяла майка ѝ.
Ново обостряне на симптомите настъпва вече на зряла възраст. Многократно лежи в болници и приема множество различни лекарства. Състоянието ѝ постепенно се влошава. Същевременно се появяват нови и нови проблеми със здравето ѝ. Бременността ѝ протича много тежко. В края на краищата тя все пак ражда дъщеря, но след това в резултат от много усложнения се оказва прикована на легло цели 8 години.
Прочита книга от Робърт Маккарисън за връзката между храненето и здравето. И тогава си спомня за лечението с картофена отвара, провеждано от майка ѝ. Отново започва да използва тази отвара като добавя целина и магданоз при варенето на картофите. Освен това използва и лечебен (целебен) пост. Употребява също пресни ябълки и чесън, а също е разрешено и пиенето на чай от хибискус (каркаде) или настойка от лекарствени треви. Голямо значение тя придава на чистия въздух по време на сън и на разходките в лоното на природата.
В резултат на тези процедури тя твърди, че оздравява напълно, завършва Копенхагенския университет и с помощта на благодетел открива частен санаториум в Швеция, в който за лечение се използват същите природни средства, които, по собствените ѝ думи, са излекували самата нея. Работи там в продължение на няколко десетилетия и успява да помогне на хиляди болни от различни страни.
Алма Нисен е един от героите в романа на Димитър Коруджиев „Домът на Алма“. Там млад български преподавател по анатомия, болен от артрит, отива в санаториума „Брандал“, за да се лекува, но се среща не само с вече много възрастната Алма Нисен, а и с много интересни хора, нейни пациенти от цял свят.

### На датски език
- Gigtens gåde er løst („Загадката на ревматизма е разгадана“).
- Faste- og astma- og bronkitiskure („Лечение с пост, лечение на астма и бронхит“).

#### За нея
- Peter Laursen. Alma Nissen – gigtens gåde og andre helsekure. Hellas, 1992, 111 p. („Алма Нисен – загадката на ревматизма и други курсове за оздравително лечение“).

### На шведски език
- Så botar jag reumatism, gallsten, psoriasis, eksem, astma, migrän m.m. („Така лекувам ревматизъм, камъни в жлъчката, псориазис, екзема, астма, мигрена и т.н.“)